# Óluva Klettskarð
Óluva Klettskarð (født 24. juni 1965 i Klaksvík) er en færøsk lærer og politiker (T).

## Baggrund
Hun tog bifag i historie og  færøsk sprog og litteratur fra Fróðskaparsetur Føroya i henholdsvis 1991 og 1996. Senere fuldførte hun et hovedfag i historie ved Aarhus Universitet i 2000 og blev dermed  cand.mag.. Klettskarð arbejdede på Studentaskúlin og HF-skeiðið í Eysturoy i skoleåret 1996/1997. Siden 1997 har hun vært adjunkt i historie og færøsk ved Føroya Studentaskúli og HF-skeið i Tórshavn. Hun var formand for skolebestyrelsen ved Skúlan við Ósánna i Klaksvík 2001–08 og bestyrelsesformand i SP/f Leikalund 2004–07.

### Familie
Óluva Klettskarð er mor til fodboldspilleren Páll Klettskarð og kusine til politikeren Sirið Stenberg, som hun afløser i Lagtinget. Stenbergs far og Klettskarðs mor er søskende og kommer fra Porkeri. Efternavnet Klettskarð kommer fra den uddøde bygd Skarð. Lille juleaftensdag 23. december 1913, blev en færøbåd, en áttamannafarer med 7 mand fra bygden overrasket af snestorm, og samtlige voksne mænd i bygden omkom på havet. Óluva Klettskarðs bedsteforældre og oldeforældre var blandt Skarðs sidste beboere. Hendes oldefar omkom i ulykken, hendes farfar, Karl Klettskarð, var 10 år, da ulykken skete.

## Politisk karriere
Klettskarð er medlem af kommunalbestyrelsen i Klaksvík siden 2009. Hun har mødt i kortere perioder på Lagtinget som suppleant 2008-11. Hun blev udnævnt til kulturminister i Jóannes Eidesgaards anden regering den 30. august 2008, men måtte gå af allerede 15. september, da Tjóðveldi trak sig fra regeringssamarbejdet. Klettskarð er formand for Tjóðveldis hovedbestyrelse og medlem af partiets arbejdsudvalg. Ved lagtingsvalget 2015 blev hun ikke valgt, men da hendes parti Tjóðveldi kom i regering, og hendes kusine Sirið Stenberg blev sundheds- og indenrigsminister, fik Klettskarð sæde i Lagtinget suppleant.

### Lagtingsudvalg
- 2015- Medlem af Velfærdsudvalget
- 2015- Medlem af kulturudvalget
- 2015- Medlem af kontroludvalget

## Eksterne henvisniner
- Óluva Klettskarð Arkiveret 11. oktober 2011 hos  Wayback Machine hos Tjóðveldi